# Tony Bianchi
Tony Bianchi (North Shields, 5 aprile 1952 – Cardiff, 2 luglio 2017) è stato uno scrittore britannico.
Residente nel Galles, ha scritto prevalentemente in lingua gallese.

## Biografia
Di discendenza italiana, in quanto il suo antenato Carlo Bianchi emigrò in Inghilterra nel 1809 da Como, lo scrittore è nato nel Northumberland. Per motivi di studio si è trasferito nel Galles, dove si è laureato presso il "Coleg Prifysgol Cymru" (College dell'Università del Galles) di Llanbedr Pont Steffan (Ceredigion) con una tesi su Samuel Beckett, ed ha imparato il gallese ad un livello professionale e creativo. Dopo aver vissuto a Llanbedr Pont Steffan, a Cei Conna (Flintshire) e ad Aberystwyth (Ceredigion), si è stabilito infine a Cardiff. È stato direttore della sezione di letteratura del "Cyngor Celfydyddau Cymru" (Consiglio artistico del Galles) fino al 2002. 
Ha ottenuto il suo primo riconoscimento importante con il romanzo Esgyrn Bach, arrivato tra i finalisti della competizione "Llyfr y Flwyddyn 2007" (Libro dell'anno 2007) dell'"Academi Gymreig" (Accademia gallese). Questo riconoscimento è stato subito seguito e superato durante l'"Eisteddfod Genedlaethol Cymru" (Festival nazionale del Galles) dello stesso anno (2007) a Mold (Flintshire), dove il suo romanzo Pryfeta ha vinto il "Gwobr Goffa Daniel Owen" (Premio alla memoria di Daniel Owen). Durante l'"Eisteddfod" del 2015 a Meifod (Montgomeryshire) il suo romanzo Dwy Farwolaeth Endaf Rowlands (Le due morti di Endaf Rowlands) ha vinto la "Medal Ryddiaith" (Medaglia della prosa).

## Opere
- (CY)  Richard Vaughan, Gwasg Prifysgol Cymru/University of Wales Press, Cardiff, 1984 (saggistica)
- (CY)  Bloddeugerdd Barddas o Farddoniaeth Gyfoes, Cyhoeddiadau Barddas, Morriston, 2005 (antologia a cura di Tony Bianchi)
- (CY)  Esgyrn Bach, Y Lolfa, Tal-y-Bont, 2006
- (EN)  The Bone Pickers, Y Lolfa, Tal-y-Bont, 2002 (traduzione di Esgyrn Bach)
- (CY)  Pryfeta, Y Lolfa, Tal-y-bont, 2006
- (CY)  Chwilio am Sebastian Pierce, Gwasg Gomer, Llandysul, 2009
- (CY)  Cyffesion Geordie Oddi Cartref, Gwasg Gomer, Llandysul, 2010
- (EN)  Bumping, Alcemi, Tal-y-bont, 2010 (originale in inglese)
- (EN)  Daniel's Beetles, Seren, Bridgend, 2011 (traduzione di Pryfeta)
- (CY)  Ras Olaf Harri Selwyn, Gwasg Gomer, Llandysul, 2012
- (CY)  Cariad Pur?, Gwasg y Bwthyn, Caernarfon, 2014 (raccolta di racconti di 9 autori, tra cui Tony Bianchi)
- (CY)  Dwy Farwolaeth Endaf Rowlands, Gwasg Gomer, Llandysul, 2015
- (EN)  Harry Selwyn's Last Race, Parthian, Cardigan, 2015 (traduzione di Ras Olaf Harry Selwyn)
- (CY)  Sol a Lara, Gwasg Gomer, Llandysul, 2016
- (EN)  Sharing Back at Me, Cinnamon Press, Blaenau Ffestiniog, 2018 (postumo, originale in inglese)
- (CY)  Rhwng Pladur a Blaguryn, Talybont, Cyhoeddiadau Barddas, 2018, ISBN 978-1911584148 (postumo)